# Manuscript
Manuscript — первый студийный альбом российской певицы Manizha, изданный 17 февраля 2017 года.

## История создания
В декабре 2016 года Манижа запустила дебютный Instagram-альбом «Manuscript». Название помогла придумать одна из подписчиц в ходе конкурса на лучшее название альбома. Оно означает — рукопись, сделанную собственными руками. Каждую неделю Манижа открывала по одной новой песне, к каждой из которых были сняты Instagram-видео и созданы отдельные арт-аккаунты.
В феврале 2017 года состоялся релиз полного дебютного альбома «Manuscript». За короткий промежуток времени альбом сумел достичь верхних позиций в российском iTunes.
Альбом также был выпущен на виниле. Лицензиаром выступил независимый американский дистрибьютор The Orchard (от лица Manizha) — дочернее предприятие Sony Music Entertainment.
В Instagram-ролике на композицию «Little Lady» приняла участие инстам-художник Таша Алакоз.
В ресторане-чайной «Квартира Кости Кройца» были записаны live-видео на композиции «Люстра» и «Не твое».
В феврале 2017 был снят полнометражный клип на композицию «Иногда», который певица посвятила своей маме. В съёмках приняла участие модель агентства моделей старшего возраста «OLDUSHKA Models» Ольга Кондрашева, а также модели-альбиносы. Режиссёром выступила Дарья Балановская. По словам саунд-инженера Романа Уразова, трек «Иногда» был записан на студии полностью живьем со второго подхода.
В апреле 2017 года вышел клип на трек «Люстра», который был полностью снят при помощи iPhone 6 plus и робота-руки KUKA. Оказалось, что в России он есть только у петербургской кино-студии «Scandinava». Площадкой для видео, стало одно из помещений молла «МЕГА Парнас» в Петербурге — подходящее место подсказала одна из подписчиц в Instagram. Первоначально планировалось снять клип на iPhone 7 Plus, но оптическая стабилизация в iPhone 7 вошла в резонанс с рукой-роботом, на которой был закреплён iPhone.
В основу песни «Alone» легли строки одноимённого стихотворения американского писателя Эдгара Аллана По. А композиция «New Love» написана на стихотворение американской поэтессы Сары Тисдэйл «Old Love and New».

## Список композиций
| №  | Название                 | Текст песни              | Музыка  | Длительность |
| -- | ------------------------ | ------------------------ | ------- | ------------ |
| 1. | «Don’t Tell Me»          | Manizha                  | Manizha | 3:30         |
| 2. | «I Miss Him»             | Manizha                  | Manizha | 4:18         |
| 3. | «New Love»               | Manizha, Сара Тисдэйл    | Manizha | 2:51         |
| 4. | «Africa (feat. Boogrov)» | Manizha                  | Manizha | 5:20         |
| 5. | «Alone»                  | Manizha, Edgar Allan Poe | Manizha | 3:36         |
| 6. | «Иногда»                 | Manizha                  | Manizha | 5:52         |
| 7. | «Люстра»                 | Manizha                  | Manizha | 3:31         |
| 8. | «Не твоё»                | Manizha                  | Manizha | 4:36         |

## История релиза
| Регион | Дата            | Лейбл       | Формат    |
| ------ | --------------- | ----------- | --------- |
| Россия | 17 февраля 2017 | The Orchard | ЦД, Винил |